# Joel Hanrahan
Joel Ryan Hanrahan (né le 6 octobre 1981 à Des Moines, Iowa, États-Unis) est un lanceur de relève droitier de la Ligue majeure de baseball.
Hanrahan est invité en 2011 et 2012 au match des étoiles comme représentant des Pirates de Pittsburgh.

## Carrière

### Nationals de Washington

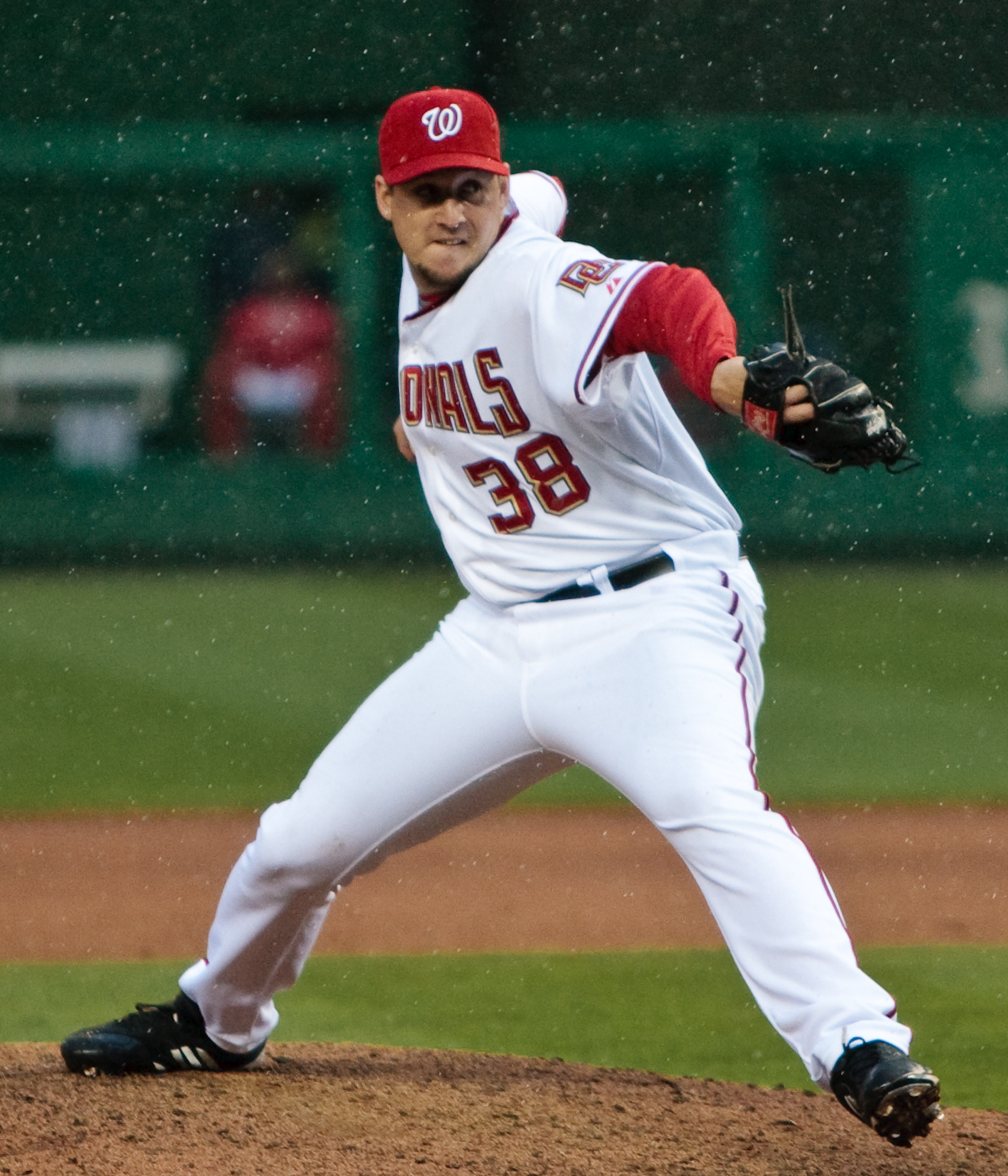
Hanrahan en 2009 avec les Nationals.

Joel Hanrahan est un drafté en juin 2000 par les Dodgers de Los Angeles au deuxième tour de sélection. Après six saisons en ligues mineures, il devient agent libre en octobre 2006 et rejoint quelques semaines plus tard les Nationals de Washington. Il fait ses débuts en Ligue majeure le 28 juillet 2007 sous l'uniforme des Nationals. Utilisé comme lanceur partant à sa première saison, il remporte sa première victoire au plus haut niveau le 4 août 2007 contre les Cardinals de Saint-Louis. 
Les Nationals font lancer Hanrahan comme releveur en 2008. Il dispute 69 parties et se montre efficace avec 93 retraits sur des prises en 84 manches et un tiers lancées, six victoires contre trois défaites, et une moyenne de points mérités de 3,95. Il réussit de plus neuf sauvetages.
Il amorce 2009 dans l'enclos de relève pour les Nationals, réussissant cinq sauvetages avant d'être transféré aux Pirates de Pittsburgh le 30 juin. Le voltigeur Lastings Milledge accompagne Hanrahan à Pittsburgh dans la transaction, alors que Washington obtient le voltigeur Nyjer Morgan et le lanceur gaucher Sean Burnett.

### Pirates de Pittsburgh
Hanrahan termine la saison 2009 en maintenant une excellente moyenne de points mérités de 1,72 en 33 sorties en relève pour les Pirates, lui qui affichait une moyenne très élevée de 7,71 après une demi-saison à Washington.
Durant la saison 2010, le droitier Hanrahan est très utilisé par Pittsburgh. Il totalise 69 manches et deux tiers au monticule en 72 sorties, remportant quatre de ses cinq décisions, avec 100 retraits sur des prises et six victoires protégées, le plus haut total de l'équipe après le stoppeur attitré, Octavio Dotel.
Sa tenue impeccable en première moitié de saison 2011 contribue aux succès des Pirates, qui affichent alors une fiche gagnante à la mi-saison pour la première fois depuis 1992. Hanrahan reçoit en juillet sa première invitation au match des étoiles du baseball majeur. Il réussit 26 sauvetages de suite en 2011 avant de saboter l'avance de son équipe pour la première fois le 17 juillet dans une partie contre Houston. Sa séquence de 28 sauvetages en 28 occasions amorcée le 11 septembre 2010 est la plus longue série du genre en cours dans les majeures lorsqu'elle prend fin. Il termine la saison avec une superbe moyenne de points mérités de 1,83 en 68 manches et deux tiers lancées. Utilisé par les Pirates dans 70 parties, il réussit 40 sauvetages à sa première saison complète comme stoppeur avec un club qui ne gagne que 72 matchs sur 162. Il est sixième dans la Ligue nationale à ce chapitre, avec seulement 6 sauvetages de moins que les co-meneurs (John Axford et Craig Kimbrel), tous deux membres d'une équipe gagnante.
En 2012, il maintient une moyenne de points mérités de 2,72 en 59 manches et deux tiers lancées avec 67 retraits sur des prises et 36 sauvetages. Il remporte cinq victoires et encaisse deux défaites en 63 matchs.

### Red Sox de Boston
Le 26 décembre 2012, les Pirates échangent Joel Hanrahan et le joueur d'avant-champ Brock Holt aux Red Sox de Boston en retour des lanceurs droitiers Mark Melancon et Stolmy Pimentel, du premier but Jerry Sands et du joueur d'avant-champ Iván DeJesús. Il ne participe pas à la conquête de la Série mondiale 2013 par les Red Sox car sa saison se termine dès le mois de mai, après seulement 9 matchs joués, lorsqu'il subit une opération de type Tommy John au coude.

### Tigers de Détroit
Agent libre après la saison 2013, Hanarahan semble avoir récupéré de son opération et le 2 mai 2014 signe un contrat d'un million de dollars pour une saison avec les Tigers de Détroit. Il n'apparaît dans aucun match des Tigers et est libéré de son contrat le 4 mars 2015 lorsque l'on apprend qu'il doit subir une deuxième opération Tommy John à l'épaule droite.

## Statistiques
| Saison | Équipe     | G   | GS | CG | SHO | V  | D  | SV | IP    | SO  | ERA  |
| ------ | ---------- | --- | -- | -- | --- | -- | -- | -- | ----- | --- | ---- |
| 2007   | Washington | 12  | 11 | 0  | 0   | 5  | 3  | 0  | 51.0  | 43  | 6,00 |
| 2008   | Washington | 69  | 0  | 0  | 0   | 6  | 3  | 0  | 84.1  | 93  | 3,95 |
| 2009   | Washington | 34  | 0  | 0  | 0   | 0  | 1  | 0  | 32.2  | 35  | 7,71 |
| 2009   | Pittsburgh | 33  | 0  | 0  | 0   | 0  | 1  | 0  | 31.1  | 37  | 1,72 |
| 2010   | Pittsburgh | 72  | 0  | 0  | 0   | 4  | 1  | 6  | 69.2  | 100 | 3,62 |
| Totaux | Totaux     | 220 | 11 | 0  | 0   | 16 | 11 | 20 | 269.0 | 308 | 4,45 |

Note : G = Matches joués ; GS = Matches comme lanceur partant ; CG = Matches complets ; SHO = Blanchissages ; 
V = Victoires ; D = Défaites ; SV = Sauvetages ; IP = Manches lancées ; SO = Retraits sur des prises ; ERA = Moyenne de points mérités.